# حمیدرضا پاپی
حمیدرضا پاپی (زاده ۲۵ مهر ۱۳۷۹) جودوکار اهل ایران است. وی علاوه بر چندین قهرمانی در کشور، در سال ۲۰۱۴ به اردوی تیم ملی دعوت شد. از افتخارات وی می‌توان به کسب مدال نقره وزن ۶۰ کیلوگرم مسابقات بازی‌های جهانی کارگران ۲۰۱۹ و مدال برنز تیمی مسابقات بازی‌های همبستگی اسلامی ۲۰۲۱ اشاره کرد.

## افتخارات

### بین‌المللی
- کسب مدال برنز نفرادی وزن ۶۶ کیلوگرم در مسابقات بین‌المللی جام صلح و دوستی در بغداد ۲۰۲۲[۱۳][۱۴]
- کسب مدال طلا تیمی وزن ۶۶ کیلوگرم در مسابقات جام صلح و دوستی در بغداد ۲۰۲۲[۱۵]
- کسب مدال برنز تیمی وزن ۶۶ کیلوگرم در مسابقات بازی‌های کشورهای اسلامی در ترکیه ۲۰۲۱[۱۶][۱۷]
- کسب مدال نقره وزن ۶۰ کیلوگرم در مسابقات جهانی بزرگسالان کارگران در اسپانیا ۲۰۱۹[۱۸][۱۹][۲۰]
- کسب مدال نقره وزن ۶۰ کیلوگرم در مسابقات کاپ آزاد جوانان در آذربایجان ۲۰۱۸

### ملی

#### لیگ برتر جودو ایران
- چهار دوره قهرمانی در سوپر لیگ جودو کشور با تیم رعد پدافند هوایی ارتش[۲۱]
- کسب مقام سومی در سوپر لیگ جودو کشور با تیم مس کرمان[۲۲]

#### مسابقات جایزه بزرگ کشور
- کسب مدال برنز در مسابقات جایزه بزرگ جودو مردان کشور در اهواز در سال ۱۴۰۰[۲۳][۲۴]
- کسب مدال برنز در مسابقات جایزه بزرگ جودو مردان کشور در مشهد در سال ۱۳۹۸[۲۵]

#### مسابقات قهرمانی کارگران کشور
- کسب مدال طلا در مسابقات قهرمانی کارگران جودو کشور در بجنورد در سال ۱۴۰۲[۲۶]

#### مسابقات قهرمانی کشور

##### بزرگسالان
- کسب مدال نقره در مسابقات قهرمانی بزرگسالان جودو کشور در سال ۱۴۰۲[۲۷][۲۸]
- کسب مدال نقره در مسابقات قهرمانی بزرگسالان جودو کشور در سال ۱۴۰۱[۲۹]

##### جوانان
- کسب مدال طلا در مسابقات قهرمانی جوانان جودو کشور در سال ۱۳۹۹
- کسب مدال برنز در مسابقات قهرمانی جوانان جودو کشور در سال ۱۳۹۷

##### نوجوانان
- کسب مدال برنز در مسابقات قهرمانی نوجوانان جودو کشور در سال ۱۳۹۶
- کسب مدال برنز در مسابقات قهرمانی نوجوانان جودو کشور در سال ۱۳۹۵
- کسب مدال طلا در مسابقات قهرمانی نوجوانان جودو کشور در سال ۱۳۹۴

##### نونهالان
- کسب مدال نقره در مسابقات قهرمانی نونهالان جودو کشور در سال ۱۳۹۳

## تورنمنت‌ها
- مسابقات لیگ قاره‌ای در روسیه ۲۰۲۳[۳۰][۳۱]
- مسابقات جام صلح و دوستی در عراق ۲۰۲۲[۳۲]
- مسابقات جام ریاست جمهوری در تاجیکستان ۲۰۲۲[۳۳]
- مسابقات بازی‌های کشورهای اسلامی در ترکیه ۲۰۲۱[۳۴]
- مسابقات جهانی بزرگسالان کارگران در اسپانیا ۲۰۱۹[۳۵]
- مسابقات کاپ آزاد در آذربایجان ۲۰۱۸ جوانان
- لیگ برتر جودو ایران[۳۶]
- مسابقات قهرمانی جودو کشور[۳۷][۳۸][۳۹]
- سابقات قهرمانی کارگران جودو کشور[۴۰]
- مسابقات جایزه بزرگ جودو کشور[۲۳][۴۱][۴۲]